# Aventino Pavese
Aventino Pavese (Ormea, 4 febbraio 1920 – Asti, 4 febbraio 2006) è stato un calciatore italiano, di ruolo attaccante.

## Carriera
Cresce nell'Asti, con cui debutta nel campionato di Serie C 1939-1940. Lascia la squadra nel 1940, chiamato a svolgere il servizio militare, e gioca prima nel Taranto (con è impiegato solamente nelle 3 partite di Coppa Italia) e poi nel Foggia, con cui disputa una sola partita. Nel 1942 torna all'Asti, e vi rimane anche nel campionato di Divisione Nazionale 1943-1944, nel quale è l'unico astigiano in una squadra composta prevalentemente da giocatori in prestito. Gioca 13 partite con 5 reti, che lo rendono capocannoniere della squadra, e viene riconfermato anche per il successivo campionato di Serie C 1945-1946.
Nel settembre 1946 viene acquistato dal Piacenza, in Serie B, insieme al compagno di squadra Cornelio Marchetto. Schierato come ala sinistra, disputa 26 partite con 6 reti nel campionato 1946-1947; a fine stagione, sempre insieme a Marchetto, torna all'Asti in Serie C. Vi rimane fino al 1950, per poi concludere la carriera nelle serie inferiori con squadre piemontesi.

## Palmarès

### Competizioni nazionali
- Serie C: 1

Asti: 1945-1946 (girone D)